# Vicente Lucas
Vicente da Fonseca Lucas eller bare Vicente (født 24. september 1935 i Lourenço Marques, Portugisisk Mozambique) er en tidligere portugisisk fodboldspiller (midterforsvarer).
Vicente spillede på klubplan 13 sæsoner hos Belenenses i Lissabon. Her var han med til at vinde den portugisiske pokalturnering i 1960.
Vicente, mellem 1959 og 1966, 20 kampe for Portugals landshold. Han var en del af det portugisiske hold, der vandt bronze ved VM i 1966 i England. Han var på banen i fire af portugisernes kampe i turneringen. Han blev udtaget til turnerigens Allstar-Team, der også inkluderede holdkammeraten Eusébio.

## Titler
Taça de Portugal
- 1960 med Belenenses